# Friúmes
Friúmes é uma aldeia portuguesa do Município de Penacova, sede da freguesia de Friúmes e Paradela.
Foi sede da Freguesia de Friúmes que foi extinta em 2013, no âmbito de uma reforma administrativa nacional, tendo sido agregada à freguesia de Paradela, para formar uma nova freguesia denominada União das Freguesias de Friúmes e Paradela da qual é sede.

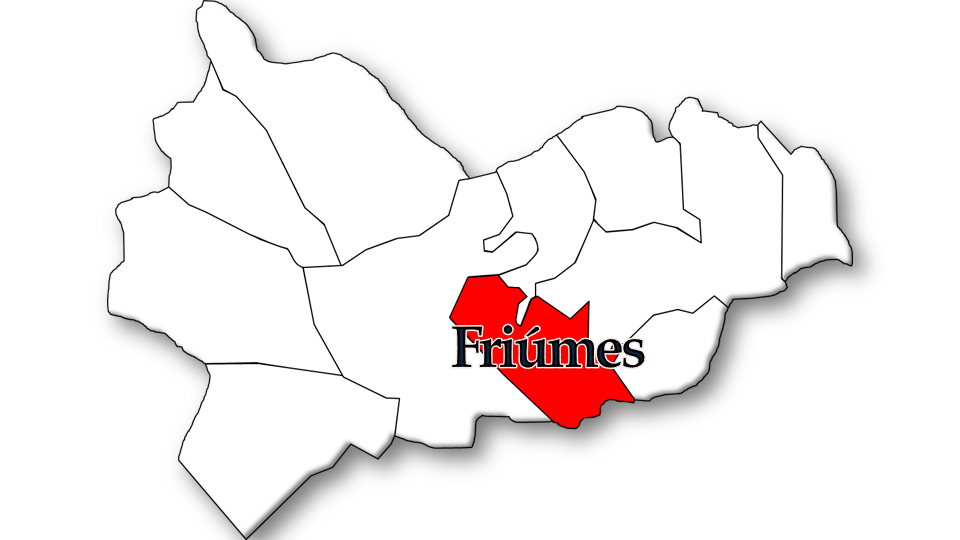
Localização no Município de Penacova

## Localização
A Aldeia de Friúmes desenvolve-se ao longo da estrada principal (EM 534), com pequenos trajectos perpendiculares a esta, por vezes sem destino definido.

## População

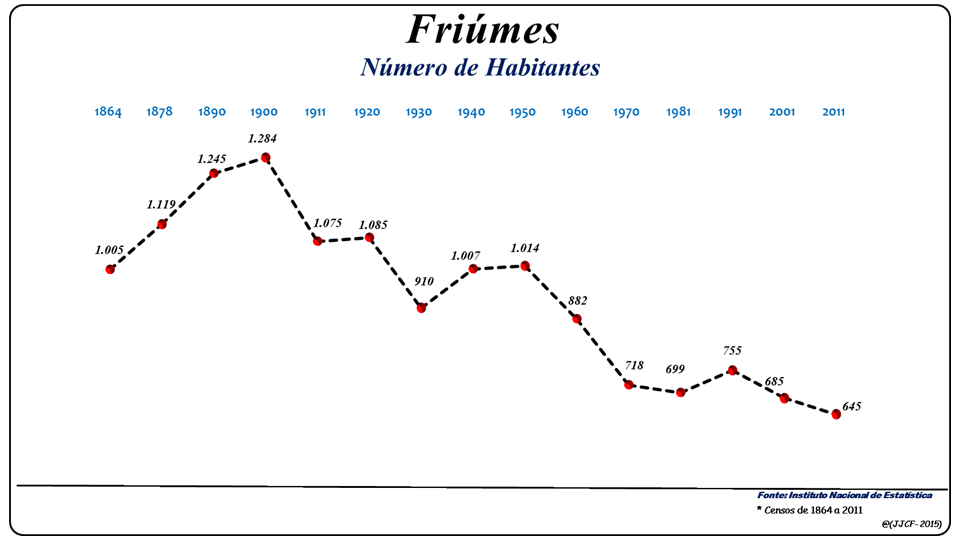
Evolução da População (1864 / 2011)

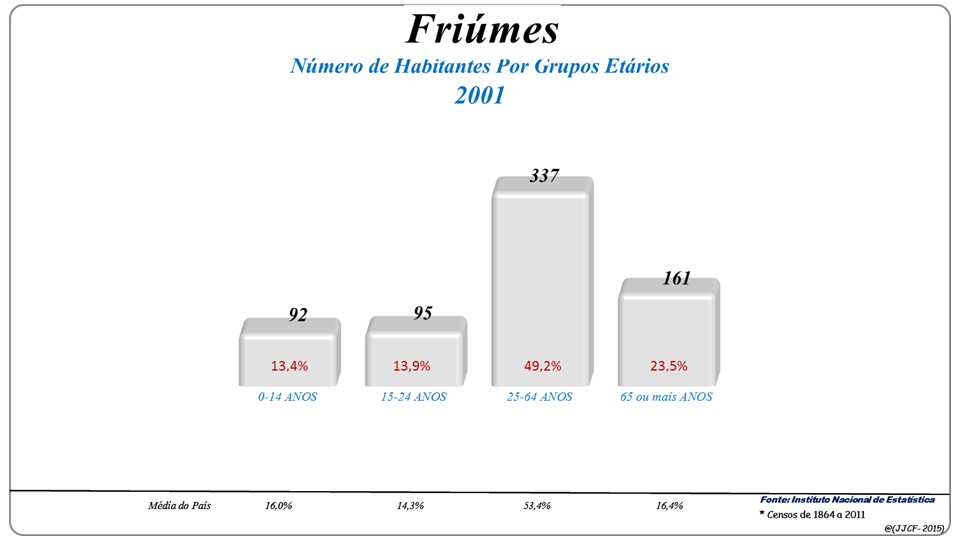
Grupos Etários (2001 e 2011)

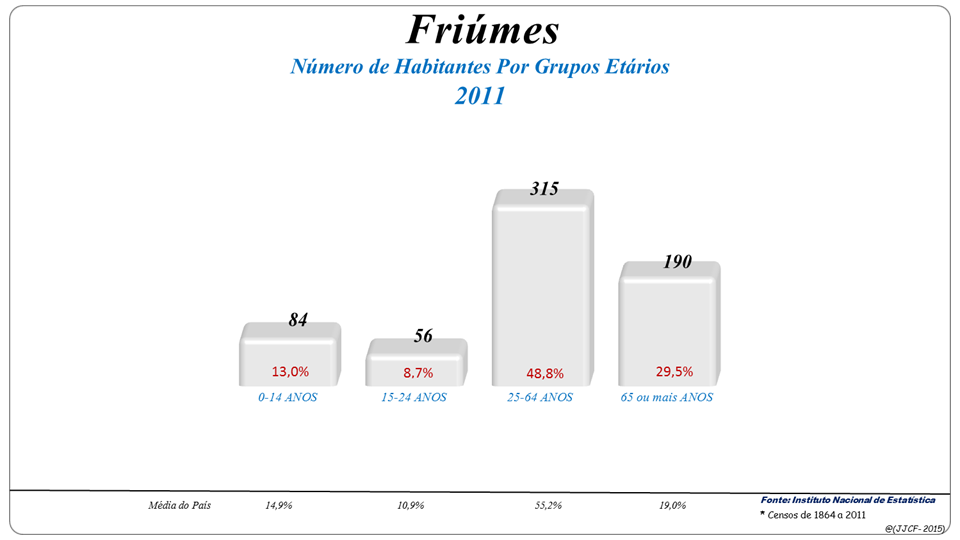
Grupos Etários (2001 e 2011)

| População da freguesia de Friúmes | População da freguesia de Friúmes | População da freguesia de Friúmes | População da freguesia de Friúmes | População da freguesia de Friúmes | População da freguesia de Friúmes | População da freguesia de Friúmes | População da freguesia de Friúmes | População da freguesia de Friúmes | População da freguesia de Friúmes | População da freguesia de Friúmes | População da freguesia de Friúmes | População da freguesia de Friúmes | População da freguesia de Friúmes | População da freguesia de Friúmes |
| --------------------------------- | --------------------------------- | --------------------------------- | --------------------------------- | --------------------------------- | --------------------------------- | --------------------------------- | --------------------------------- | --------------------------------- | --------------------------------- | --------------------------------- | --------------------------------- | --------------------------------- | --------------------------------- | --------------------------------- |
| 1864                              | 1878                              | 1890                              | 1900                              | 1911                              | 1920                              | 1930                              | 1940                              | 1950                              | 1960                              | 1970                              | 1981                              | 1991                              | 2001                              | 2011                              |
| 1 005                             | 1 119                             | 1 245                             | 1 284                             | 1 075                             | 1 085                             | 910                               | 1 007                             | 1 014                             | 882                               | 718                               | 699                               | 755                               | 685                               | 645                               |

## Lugares
A população da antiga Freguesia de Friúmes era distribuída pelos seguintes lugares:
- Carregal
- Miro
- Outeiro Longo
- Vale do Conde
- Friúmes
- Vale Maior
- Vale do Meio
- Vale de Tronco
- Zagalho

## História
Apesar dos poucos dados históricos sobre a zona, a povoação de Friúmes aparece mencionada em documentos do século X, com o nome de “Frimianes”, tendo sido curato de apresentação do Prior de Penacova.
A Freguesia de Friúmes surgiu desanexada de Penacova, tendo pertencido ao concelho de Vila Nova de Poiares até 24 de Outubro de 1855.

## Património
- Moinhos da Serra da Atalhada (atualmente um complexo de turismo rural)
- Escola, típica do Estado Novo
- Igreja Matriz de Friúmes, dedicada a S. Mateus, data de 1747
- Capela da Senhora do Cabo

## Economia
Foi tradicional a cultura e tratamento do linho em terras de Friúmes.